# Ordem da Guerrilha

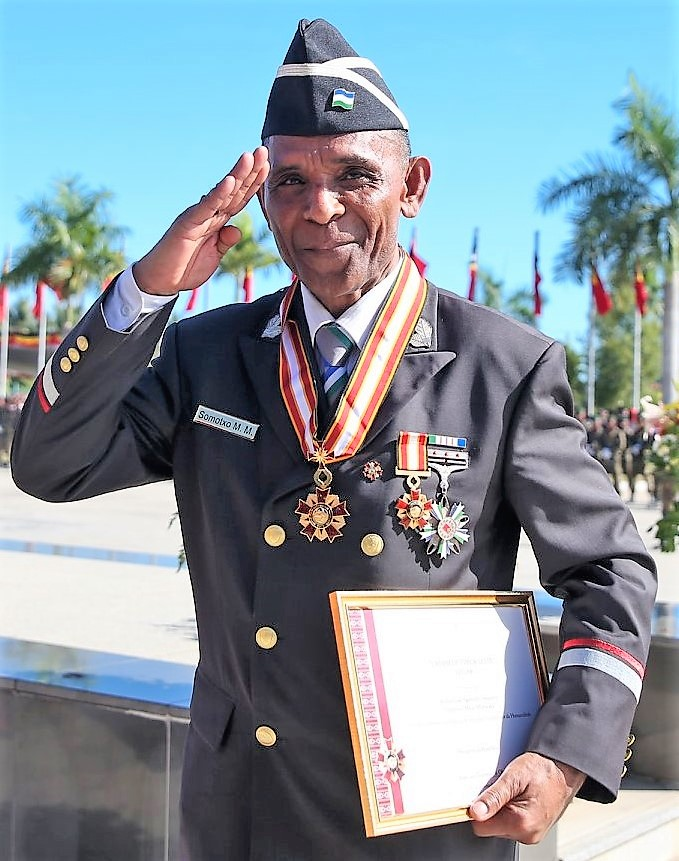
José Agostinho Sequeira mit dem Ordem de Timor-Leste (Collar, am Band) und dem Ordem da Guerrilha, 1. Grades (ganz rechts)

Der Ordem da Guerrilha (deutsch Orden der Guerilla) ist ein Orden Osttimors.

## Hintergrund
Der Ordem da Guerrilha wird Veteranen des nationalen Freiheitskampfes gegen die indonesischen Besetzung Osttimors (1975–1999) verliehen, die acht oder mehr Jahre am Kampf beteiligt waren. Dies gilt sowohl für Militärs, als auch für Militärkader der Versorgungsbasen. Der Orden wurde zusammen mit anderen Auszeichnungen für Veteranen mit dem Gesetz 3/2006 „Estatuto dos Combatentes da Libertação Nacional“ (deutsch Statut der Kämpfer der nationalen Befreiung) geschaffen.
Der Orden wird in drei Graden verliehen, die sich nach dem Rang des Ausgezeichneten in der Hierarchie im Widerstand richten. Die Einordnung der einzelnen Personen obliegt dem Staatspräsidenten. Als Vorgabe dient das präsidiale Dekret 51/2006.
Erster Grad (Obere Ebene):
- Comandante em Chefe der FALINTIL
- Vice Comandante em Chefe der FALINTIL
- Chefe do Estado Maior General der FALINTIL
- Subchefe do Estado Maior General der FALINTIL
- Colaborador  do  Chefe  do  Estado  Maior  General der FALINTIL
- Chef des Rates des Exekutivkomitees für Kämpfe (Conselho do Comité Executivo da Luta CEL) - Bewaffnete Front (Frente Armada)
- Mitglied des politischen und des militärischen Rates
- Comandante da Brigada de Choque (1. und 2.)
- Comandante da Brigada Vermelha (1. und 2.)
- Regionalkommandant (Comandante da Região, 1. und 2.)

Zweiter Grad (Mittlere Ebene):
- Colaborador da Brigada de Choque
- Sektorenkommandant (Comandante de Sector, 1. und 2.)
- Colaborador do Comando do Sector
- Colaborador do Comando Operacional (COMDOP)
- Comandante de Zona (1. und 2.)
- Colaborador de Zona
- Comandante de Unidade/Comandante da Guerrilha
- Comandante de Companhia de Forças Concentradas

Dritter Grad (Untere Ebene):
- Kompaniechef (Comandante de Companhia, 1. und 2.)
- Colaborador de Companhia
- Colaborador do Comando de Unidade
- Detachementkommandant (Comandante de Destacamento)
- Zugführer (Comandante de Pelotão)
- Sectionskommandant (Comandante de Secção)
- Schwadronskommandant (Comandante de Esquadra)
- Comandante de Núcleo
- Milizenchef (Comandante de Milícia, MIPLIN)
- Comandante das Forças de Auto – Defesa (FAD)
- Responsável de Célula (Zelle)
- Soldat (Soldado)/Guerrilheiro

Zudem wird der Orden nach der Zeit der Beteiligung am Freiheitskampf abgestuft:
- mehr als acht und weniger als 15 Jahre
- mehr als 15 und weniger als 20 Jahre
- mehr als 20 und weniger 24 Jahre
- mehr als 24 Jahre[1]

Der Orden zeigt auf der Vorderseite das Wappen der FALINTIL und trägt auf der Rückseite die portugiesische Inschrift „Resistir é vencer“ (deutsch Widerstehen und siegen).

## Träger des Ordem da Guerrilha
Die Liste ist nicht vollständig.
- Francisco Guterres[2]

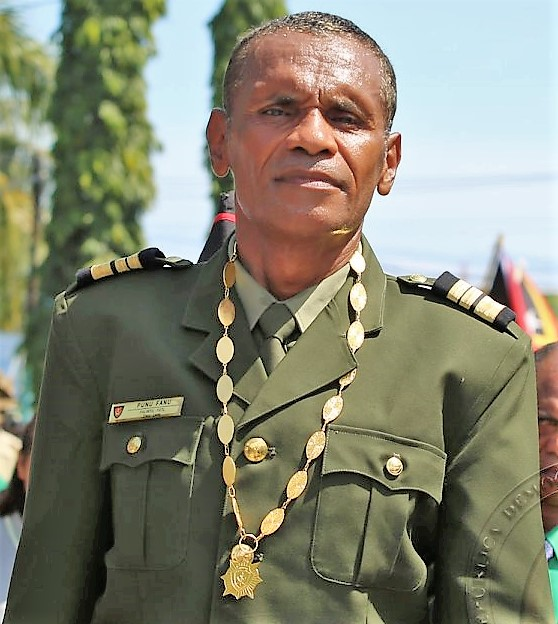
Oberstleutnant Benedito Dias Quintas Punu Fanu mit dem Ordem da Guerrilha (2020)

- Tito da Costa (Lere Anan Timur), Sub-Chef des Generalstabs der FALINTIL (EMF)[2][4]
- Vidal de Jesus (Riak Leman), Regionalsekretär[2]
- Zacarias de Fátima (Maputo), politischer Adjutant der Region[2]
- Cornélio da Conceição Gama (L7), zweiter Regionalkommandant[2]
- Custódio Belo (Alin Laek), politischer Regionalassistent und Verantwortlicher des Sekretariats des Generalstabes[2]
- Cornélio Ximenes (Mau Nana), Oberst im Generalstab[2]
- Faustino dos Santos (Renan Selak), Regionalsekretär[2]
- João Miranda (Aluk Descartes), Regionalkommandant[2]
- Jaime Ribeiro (Sambilan), zweiter Regionalkommandant[2]
- Américo Ximenes (Sabica), Regionalkommandant[2]
- Manuel Freitas (Lenikai), Zugführer[2]
- Manuel Freitas (Mau Buti), zweiter Regionalkommandant[2]
- Domingas Álves da Silva (Bilou-Mali), oberster Repräsentant des OPMT und Regionalassistent[2][5]
- Ana Senhorina Alves da Silva (Bilesa), oberste Repräsentantin des OPMT[2]
- Eufrázia da Silva Pinto Menezes (Biralik Terus Tan), oberste Repräsentantin des OPMT[2]
- António da Costa (Murak), Zugführer[2]
- Afonso Ximenes (Mali Buti), Soldat[2]
- Augusto Alves Ximenes Lobo (Kokoroe), Soldat[2]
- Cesário Ximenes (Liter), Sectionskommandant[2]
- Domingos Gama (Mau Saelari), Soldat[2]
- Fernando Gusmão (Bere Dú), Zugführer[2]
- Filipe Belo (Railakan), Zugführer[2]
- João Cabral (Mau Wairia), Sectionskommandant[2]
- Julião Cabral (Boré), Soldat[2]
- Lourenço Cabral (Aquito), Zugführer[2]
- Luís Gama (Mau Krubi), Soldat[2]
- Manuel Tilman (Leça Rubi), Zugführer[2]
- Marcelino Inácio (Mau Timur), Soldat[2]
- Marciano da C. Soares (Bou Leça), Sectionskommandant[2]
- Sala Rubi (Sala Rubi), Soldat[2]
- Adriano da Costa Monteiro, Soldat[2]
- Afonso Cabral (Mate Mak Foti), Sectionskommandant[2]
- Armando Dias (Atchatei), Soldat[2]
- Armindo da Silva (Mau Kode), Soldat[2]
- Elias da Costa (Kasian Susar), Zugführer[2]
- João B. Lopes (Namisen), Soldat[2]
- João da Costa (Mau Soro), Soldat[2]
- José da Conceição, Soldat[2]
- Luís da Conceição (Conceição), Soldat[2]
- Martinho Pereira (Mau Belis), Soldat[2]
- Orlando Jerónimo (Serasa), Zugführer[2]
- Francisco Ribeiro dos Santos (Susar Lemorai), Sectionskommandant[2]
- Paulo Maria dos Santos Alves (Dadulas), Soldat[2]
- Adolfo Maria Soares Lay (Lalotok), Sectionskommandant[2]
- António da Costa (Derak), Soldat[2]
- Luís  da Silva Lay (Siul), Soldat[2]
- Paulo da Costa (Mau Kiak), Soldat[2]
- Agostinho Sarmento (Mautimut), Soldat[2]
- Afonso Soares (Sakalo), Sectionskommandant[2]
- Afonso Fernandes (Lasilo), Soldat[2]
- José Gusmão (Mau Mesak), Soldat[2]
- Lino Damas (Mau Laka), Sectionskommandant[2]
- Lourenço da Silva Freitas (Parli), Soldat[2]
- Manuel Soares (Mau Lindo), Soldat[2]
- Matias Menezes (Matagaio), Zugführer[2]
- Paulino Freitas (Manu Bela), Zugführer[2]
- Paulo P. Fernandes (Alin Kiak Lemorai), Soldat[2]
- Pedro Gomes (Besok), Soldat[2]
- Afonso Alves Correia (Ran Lemorai), Soldat[2]
- Maria Rosa da Câmara (2013)[6][7]
- Falur Rate Laek[8]
- Xanana Gusmão[9]
- Taur Matan Ruak[10]
- António Matos (Mauk Funuk), Soldat (3. Grad, 2011)[11]
- Emilia Gonçalves (Bui Mesak), Aktivist (3. Grad, 2011)[11]
- Francelina Fernandes (Dina), Mitglied OMT Celcom  (3. Grad, 2011)[11]
- Francisco Ribeiro (Militin Videc), politischer Assistent einer Zelle (3. Grad, 2011)[11]
- Júlia Gonçalves, Mitglied OMT Celcom (3. Grad, 2011)[11]
- António Pereira (Oan Timur), Soldat (3. Grad, 2011)[11]
- Eurico Rosário dos Santos (Iku Junic), politischer Assistent der Region (2. Grad, 2011)[11]
- António de Araújo (Nikar Agua), Soldat (3. Grad, 2011)[11]
- Domingos Ximenes (Lessa wairia), Soldat (3. Grad, 2011)[11]
- Ernesto Freitas (Neto Mau Doli), Sectionskommandant (3. Grad, 2011)[11]
- Afonso Marques (Leo Fuik), Responsável de Lig. e Informação (3. Grad, 2011)[11]
- Agostinho da Costa (Mau Lari), Soldat (3. Grad, 2011)[11]
- Horácio Fon Santa (Maluk), Soldat (3. Grad, 2011)[11]
- Ildefonso Guimarães (Kongo), Soldat (3. Grad, 2011)[11]
- Adelino Correia (Kakeu), Soldat (3. Grad, 2011)[11]
- Zéca Mau Lira (Terus Tahan), Sectionskommandant (3. Grad, 2011)[11]
- Joaninha Marques (Bialaka), Verantwortlicher für Logistik und Versorgung (3. Grad, 2011)[11]
- Margarida Gonçalves Fátima (Leno Timur), Soldat (3. Grad, 2011)[11]
- António Monteiro (Soehartono), politischer Assistent der Region (2. Grad, 2011)[11]
- Zacarias Jerónimo Freitas (Mau Oan Kiak), Soldat (3. Grad, 2011)[11]
- Joana Quadros (Bi Mesak), Mitglied Celcom (3. Grad, 2011)[11]
- Albino Gonzaga dos Reis Dias Quintas (Veso), Mitglied Seg. e Informação (3. Grad, 2011)[11]
- Diogo Lemos Amado Quintão (Quintão), Soldat (3. Grad, 2011)[11]
- Luís Miranda (Buka Moris), Soldat (3. Grad, 2011)[11]
- Lúcia Nogueira (Kilaran), Aktivist (3. Grad, 2011)[11]
- Teófilo Pereira, Soldat (3. Grad, 2011)[11]
- António Amaral (Keta Beik), Soldat (3. Grad, 2011)[11]
- Gil Branco (Nofeto), Aktivist (3. Grad, 2011)[11]
- Joaninha Trindade Rodrigues (Iharala), Aktivist (3. Grad, 2011)[11]
- Cristiano de Jesus Lima (Lima), Kommandant Destacamento (2. Grad, 2011)[11]
- João da Costa (Mau Ringo), Sectionskommandant (3. Grad, 2011)[11]
- Domingos Miranda (Mau Seque), Mitglied de Lig. e Informação (3. Grad, 2011)[11]
- Anacleto Martins (Hali Mauxiga), Soldat (3. Grad, 2011)[11]
- Manuel Barreto (Kaer Kois), Soldat (3. Grad, 2011)[11]
- José Fernandes, Soldat (3. Grad, 2011)[11]
- Iria Gonzaga (Poi Raku), Aktivist (3. Grad, 2011)[11]
- Natália Genoveva da Purificaçao (By Amik Malaka), Vice Sec. OMT da Região (2. Grad, 2011)[11]
- Armando Magno (Malaca), Soldat (3. Grad, 2011)[11]
- Armando da Conceição (Mau Rubi Lalu), Soldat (3. Grad, 2011)[11]
- Alberto da Conceição, Aktivist (3. Grad, 2011)[11]
- Paulo Almeida, Soldat (3. Grad, 2011)[11]
- Marcelino Pires, Kompaniechef (2. Grad, 2011)[11]
- Benedito Rodrigues (Jack), Assistent der Region (2. Grad, 2011)[11]
- Zacarias Santana (Teki), Soldat (3. Grad, 2011)[11]
- Estevão Lopes (Doben), Soldat (3. Grad, 2011)[11]
- Marcelo Magalhães (Lases), Aktivist (3. Grad, 2011)[11]
- Daniel Belo (Sau Rai'i), Soldat (3. Grad, 2011)[11]
- Luís Correia, Sectionskommandant (3. Grad, 2011)[11]
- Luís Gusmão (Wai Ria), Soldat (3. Grad, 2011)[11]
- Armando da Costa Araújo, Soldat (3. Grad, 2011)[11]
- Marcelino Pinto (Manu Fuik Baguia), Soldat (3. Grad, 2011)[11]
- Virgílio António Gusmão (Reis Gusmão), Sectionskommandant (3. Grad, 2011)[11]
- Paulo de Jesus (Zeni), Soldat (3. Grad, 2011)[11]
- Jacob Alves, Soldat (3. Grad, 2011)[11]
- Joao Costa Piedade (Olo Lequi), Zugführer (3. Grad, 2011)[11]
- Pedro dos Santos (Latu Pere), politischer Assistent (2. Grad, 2011)[11]
- Valentim Morais, Soldat (3. Grad, 2011)[11]
- Benedito Dias Quintas
- Tomás Correia de Oliveira (1. Grad, 2012)[12]
- Ma'huno Bulerek Karathayano (2006)[2]
- Albina Marçal Freitas[7]
- João Lino Gomes, Vizekommandant (2. Grad)